# تيمازالتشي
تيمازالتشي (بالإنجليزية: Temazcalteci)‏ في أساطير الأزتيك هي إلهة حمام البخار والأدوية والأعشاب وراعية أولئك الذين في المجال الطبي والجراحين وربات البيوت. تم حفظ صورتها في الحمامات. تُعرف أيضًا باسم Toci، «جدتنا»، وTlalli iyollo، «قلب الأرض».